# John Frödin
John Otto Henrik Frödin, född 16 april 1879 i Uppsala, död 23 oktober 1960, var en svensk geograf, professor, bror till Otto och Gustaf Frödin.
Frödin blev filosofie doktor vid Lunds universitet 1914, docent i geografi där samma år. Han var professor vid Uppsala universitet 1929-44. Han ägnade sina studier åt Sveriges fjälltrakter, företrädesvis de nordligare, och sysslade därvid övervägande med morfologiska och växtgeografiska spörsmål. Inom antropogeografin har han särskilt studerat fäbodfrågan. Han gjorde studieresor, bl.a. till Marocko (1921) och till Pyrenéerna (1922).